# September
September ali kimavec je 9. mesec v gregorijanskem koledarju in ima 30 dni. Ime prihaja iz latinske besede septem, ki pomeni »sedem« - september je bil namreč po rimskem koledarju sprva sedmi mesec v letu, preden so vstavili januar in februar.
September se vsako leto začne na isti dan v tednu kot december.
Izvirno slovensko ime za september je kimavec, hrvaško rujan, češko září in poljsko wrzesień. V prekmurščini mihálšček, nekoč miháošček in tudi september. V grški civilizaciji se je september imenoval Boedromion. 
V irskem koledarju se ta mesec imenuje Meán Fómhair (dobesedno »srednja jesen«) in je srednji mesec v jesenskem letnem času.

## Prazniki in obredi
- 15. september - dan vrnitve Primorske k matični domovini (Slovenija)
- 22.–24. september - začetek koledarske jeseni
- 23. september - dan slovenskega športa (Slovenija)
- 27. september - svetovni dan turizma